# Кароліна Оранж-Нассауська
Кароліна Оранж-Нассауська (нід. Carolina van Oranje-Nassau), повне ім'я Вільгельміна Кароліна (нід. Wilhelmina Carolina, 28 лютого 1743 — 6 травня 1787) — принцеса Оранська з династії Оранж-Нассау, донька штатгальтера Нідерландів Віллема IV та королівської принцеси Великої Британії Анни, дружина князя Нассау-Вайльбурга Карла Крістіана.

## Біографія
Народилася 28 лютого 1743 року у Леувардені першою дитиною, яка вижила, в родині князя Нассау-Діца та Нассау-Зігена Віллема IV та його дружини Анни Великобританської. За три роки народилась її молодша сестра Анна Марія, що прожила лише півтора місяці, а згодом — брат Віллем.
Кароліна народилась під час війни за австрійську спадщину, незадовго до вступу у війну Англії. У 1747 році Генеральні штати Нідерландів проголосили її батька верховним головнокомандувачем армії та надали йому титул Генерального Штатгальтера. Після закінчення війни та об'єднання всіх голландських провінцій титул штатгальтера став спадковим і міг передаватися по жіночії лінії. У 1751 році Віллем помер у своїй резиденції Гейс-тен-Бос неподалік Гааги. Регентом країни при малолітньому сині стала мати Кароліни — Анна Великобританська.
У 1758 році з'явилась ідея шлюбу Кароліни із князем Нассау-Вайльбургу. Для дому Оранж-Нассау це був стратегічний союз, що укріпив би їхні претензії до спадкових земель Нассау. Однак, для цього був необхідний дозвіл, оскільки князь сповідував лютеранство, а не реформатську віру. Врешті-решт, дозвіл надав король Великої Британії Георг II, що доводився Кароліні дідом.
У 1759 році Анна пішла з життя, передавши регентство Марії Луїзі Гессен-Касельській, що виконувала ці функції вже вдруге, в минулому побувавши регенткою при самому Віллемі. Під час правління бабусі Кароліна, згідно з бажанням матері, взяла шлюб із князем Нассау-Вайльбурга Карлом Крістіаном.

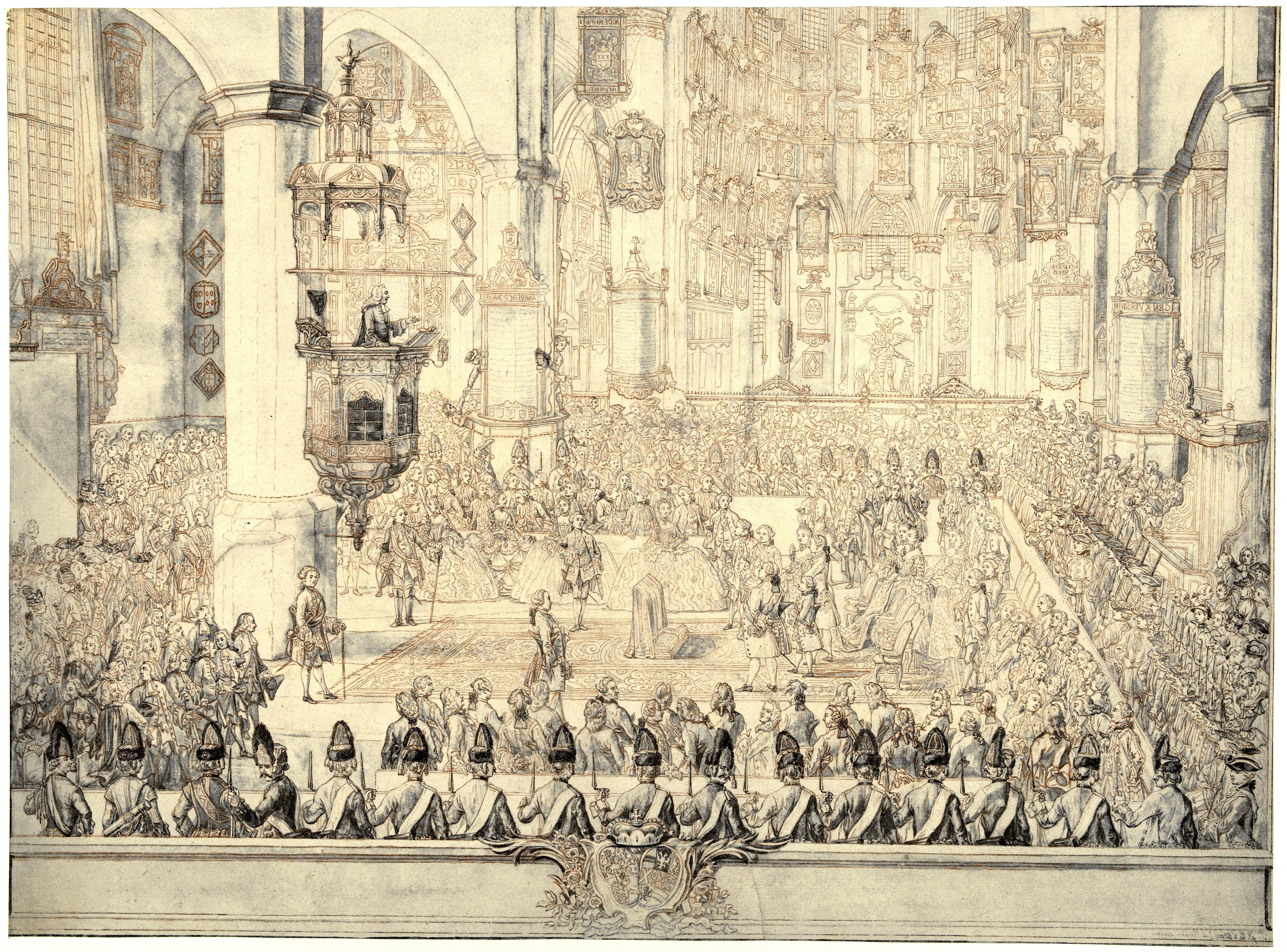
Весілля Карла Крістіана Нассау Вайльбурзького із Кароліною Оранж-Нассауською

Вінчання відбулося 5 березня 1760 року у Великій церкві Гааги. Принцесі на той час виповнилося 17 років, князь був на 8 років старший. До весілля наречена отримала 80.000 флоринів від Нідерландів, 20.000 флоринів з німецької спадщини, а також ювелірні вироби, коштовне каміння та одяг.

Невдовзі після укладання шлюбу Кароліна завагітніла і вже у грудні народила первістка. З їхніх численних дітей живими народилися одинадцятеро

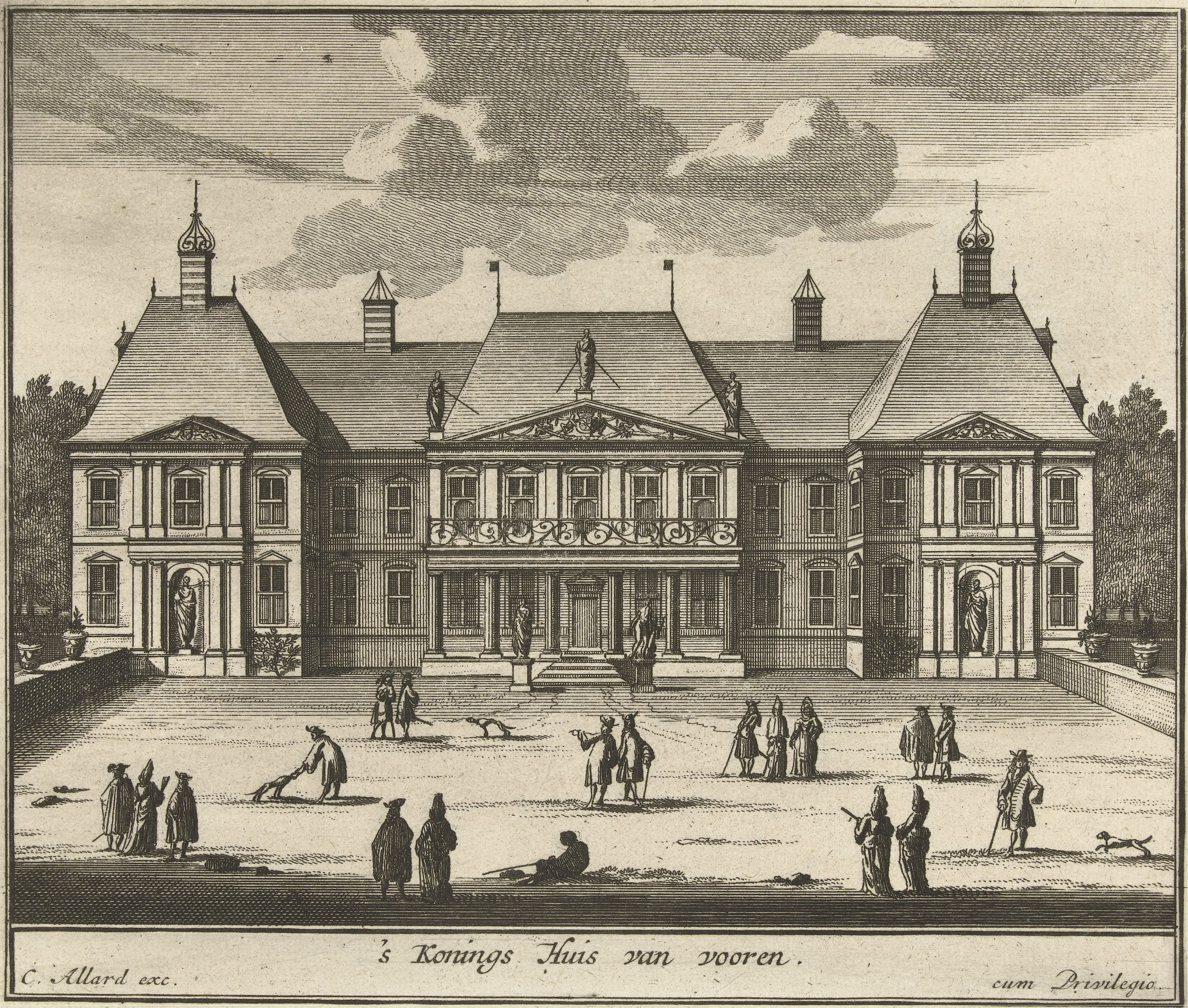
Палац Гонселаарсдейк, Гаага

Після одруження Кароліна продовжила жити у Нідерландах. Карл Крістіан отримав звання генерала від інфантерії у голландській армії з окладом 10000 флоринів на рік та посаду губернатора міста Берген-оп-Зом. У 1763 родина вирушила у подорож до Вайльбургу і згодом літній час проводила у Кірхгамболандені. Однак, головним чином, подружжя у 1760—1764 роках більшу частину часу мешкало у палаці Гонселаарсдейк, а потім вирішило побудувати новий палац у Гаазі. Будівництво було започатковане у 1766 році на вулиці Корте Вурхаут. Головним архітектором став Пітер де Сварт.
У 1765—1766 роках, після смерті Марії Луїзи Гессен-Кассельської і до повноліття брата, Кароліна сама була регенткою Об'єднаних Провінцій. Після досягнення 18-річного віку та перебрання на себе повноважень правителя Віллем Батавус продовжував дослухатися до порад сестри.
Кароліну описували як інтелектуальну та бадьору жінку, що мала музикальну натуру, відмінно співала та грала на фортепіано. На її прохання, посланець у Лондоні запросив у 1765 році до гаазького двору 9-річного Вольфганга Амадея Моцарта, який по приїзду присвятив принцесі шість фортепіанних сонат. Коли юний геній захворів, перебуваючи у столиці, Кароліна направила до нього придворного лікаря Швенке.
У 1769 році Кароліна із чоловіком та своїм двором переїхала до Вайльбургу. Палац у Гаазі залишився недобудованим, готовим було лише одне крило. Тривалий час воно було порожнім, доки у 1802 році група видних громадян Гааги не орендувала приміщення і не перетворило його на театр.
На новому місці княгиня сприяла розвитку музики та театру. У 1778 Моцарт вдруге гостював у неї, зупинившись із співачкою Алоїзією Вебер на тиждень у Кірхгамболандені. Однак, композитор висловив розчарування у зв'язку з тим, що збори його виступів були надто низькими.
Родичам Кароліна надсилала веселі та дотепні листи, які писала сумішшю французької та голландської мов.
У 1773 році Карл Крістіан став губернатором Маастрихту, і сім'я повернулася до Голландії, де перебувала до 1784 року, коли князь відмовився від посади.
6 травня 1787 року після дводенної хвороби 44-річна княгиня померла у Кірхгаймболандені з невідомих причин. Похована у місцевій Паульскірхе.
Її чоловік у жовтні 1788 року вступив у морганатичний шлюб із Барбарою Ґіссен фон Кірхґайм і помер шість тижнів потому. Похований поруч з Кароліною.

## Родина

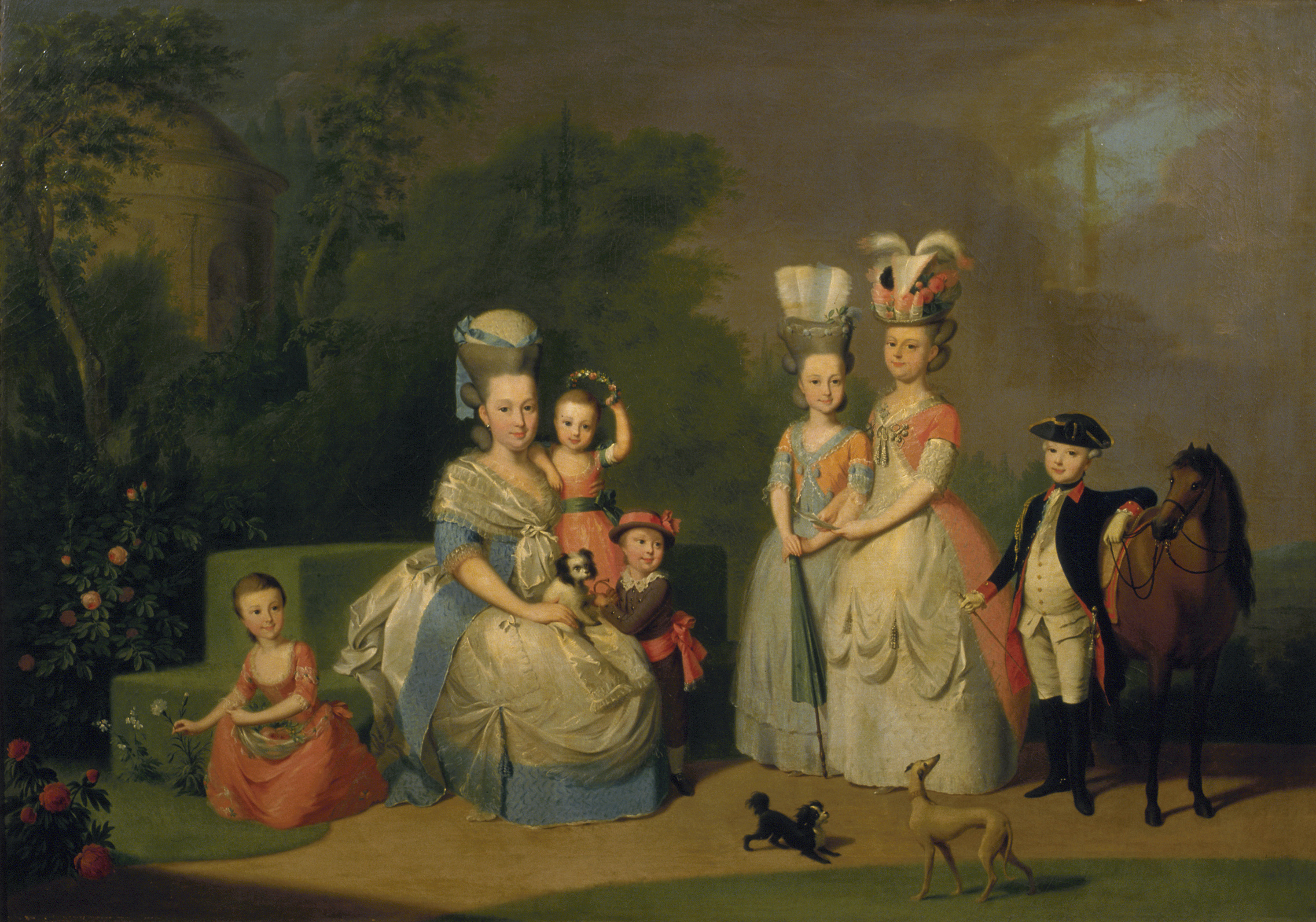
Кароліна з дітьми на портреті Антона Вільгельма Тішбейна, бл. 1778

Чоловік — Карл Крістіан, князь Нассау-Вайльбурзький
Дітиː
- Георг Вільгельм (1760—1762) — помер у півтора року;
- Вільгельм Людвіг (1761—1770) — помер у вісім років;
- Марія (1764—1802) — черниця у Кведлінбургу та Грефорді;
- Луїза (1765—1837) — дружина князя Ройсс-Грайцького Генріха XIII, мала із ним трьох синів;
- Фрідріх Вільгельм (1768—1816) — наступний князь Нассау-Вайльбургу, був одруженим з Луїзою Ізабеллою Кірхберг, мав четверо дітей;
- Кароліна (1770—1828) — одружена з принцом Карлом Людвігом цу Від, дітей не мала;
- Карл Людвіг (19—27 липня 1772) — помер за тиждень після народження;
- Карл Вільгельм (1775—1807) — одруженим не був, дітей не мав;
- Амалія (1776—1841) — дружина князя Ангальт-Бернбург-Шаумбург-Хойму Віктора II, а після його смерті — барона Фрідріха фон Штайн-Лібенштайн цу Бархфельда; мала п'ятеро дітей від обох шлюбів;
- Генрієтта (1780—1857) — дружина принца Вюртемберзького Людвіга, мала п'ятеро дітей;
- Карл (1784) — помер невдовзі після народження.